# Lorenzo Cavaliero
Lorenzo Cavaliero (Montecorvino Pugliano, 10 gennaio 1853 – ...) è stato un politico e avvocato italiano.

## Biografia
Nato a Montecorvino Pugliano nel 1853 dal possidente Diego Cavaliero e da Luigia Ferrara, conseguì la laurea in giurisprudenza ed esercitò la professione di avvocato a Salerno.
Vicino agli ambienti del giornale anti-socialista L'Irno, svolse brevemente le funzioni di sindaco di Salerno nel 1902, e fu infine eletto sindaco il 13 agosto 1903. Riconfermato nella circa il 10 luglio 1905 e una terza volta il 25 luglio 1910, rassegnò le dimissioni l'11 ottobre dello stesso anno per motivi di salute, e cessò dal mandato il 15 ottobre.
Fu durante la sua sindacatura che la città di Salerno si dotò dell'illuminazione elettrica (1905).